# Antonio Calvi
Antonio Calvi (Roma, 1341 - Roma, 2 de outubro de 1411) foi um cardeal do século XV.

## Primeiros anos
Nasceu em Roma em 1341.
Estudou direito.
Síndico dos oficiais do Senado. Advogado Consistorial. Cânone da Basílica Patriarcal do Vaticano.
Eleito bispo de Ímola em 10 de outubro de 1390; tomou posse em 21 de outubro de 1390. Consagrado após junho de 1391. Transferido para a sé de Todi em 22 de dezembro de 1395; ocupou a sé até sua promoção ao cardinalato.
Criado cardeal sacerdote de S. Prassede no consistório de 12 de junho de 1405. Participou do conclave de 1406 , que elegeu o Papa Gregório XII. Pouco depois, trocou a obediência de Roma pela de Pisa, onde trabalhou pela união da Igreja com os pseudocardeais criados pelo antipapa Bento XIII. Arcipreste da basílica patriarcal do Vaticano de 1408 até sua morte. Participou do conclave de 1409 , que elegeu o antipapa Alexandre V. Optou pelo título de S. Marco, 2 de julho de 1409. Participou do conclave de 1410 , que elegeu o antipapa João XXIII.
Morreu em Roma em 2 de outubro de 1411. Sepultado numa capela que mandou construir na basílica patriarcal do Vaticano.